# José Loayza
José Loayza (Santa Cruz de la Sierra, 9 de setembro de 1976) é um ex-futebolista boliviano que atuava como defensor.

## Carreira
José Loayza integrou a Seleção Boliviana de Futebol na Copa América de 2001.